# Torrent de la Mare de Déu

El Torrent de la Mare de Déu, respecte del terme de Castellcir

El Torrent de la Mare de Déu és un torrent dels termes municipals de Moià i Castellcir, a la comarca del Moianès.
Es forma al nord-oest del terme de Castellcir, a llevant del Serrat dels Moros i al costat de ponent del lloc on es troba la Font de l'Arrel, al capdamunt -nord- de la Vall de Llàgrimes, a l'extrem sud-occidental del Serrat de la Barraca.
Des d'aquest lloc s'adreça cap al sud, deixant a l'esquerra, la masia de les Berengueres. Poc després, deixa a llevant la Solella de les Berengueres i a ponent la Casa Nova del Verdeguer i el Dolmen de la Casa Nova, i tot seguit rep per l'esquerra la riera de Santa Coloma. Tot seguit entra en el Sot de la Roca Lloba, resseguint pel costat de ponent la Baga de la Poua de Sant Jeroni, deixant la masia de Sant Jeroni enlairada a llevant de la vall del torrent.
Tot seguit deixa a la dreta el Solell del Verdeguer i a l'esquerra els Camps del Passant Ample, passat els quals hi aflueix el Xaragall dels Til·lers. Tot seguit arriba al costat de ponent del Fornot del Verdeguer, indret on es transforma en la riera de Fontscalents just en el lloc on rep per la dreta el Sot del Forn, al Passant Ample.